# CS Sfaxien
Club Sportif Sfaxien (arabă النادي الرياضي الصفاقسي) sau CSS este un club multi-sport din orașul Sfax din Tunisia.

## Istorie
Clubul a fost fondat în 1928 sub numele de Club Tunisien, jucând în dungi verzi și roșii. Echipa a fost promovată în Prima Divizie Tunisiană în 1947. În 1950, primul grup de suporteri a fost fondat de Béchir Fendri, iar în 1962 clubul a fost redenumit „Club Sportif Sfaxien”, iar culorile echipei au fost schimbate în actualele dungi alb-negru.
CSS și-a sărbătorit jumătatea de centenar în 1978 câștigând titlul Ligii Tunisiene, în mare parte datorită performanțelor impresionante ale jucătorilor internaționali a Tunisiei, în special Hammadi Agrebi, Mohamed Ali Akid și Mokhtar Dhouib. În noiembrie 1998, CSS a capturat Cupa CAF pentru prima dată, învingând-o pe ASC Jeanne d'Arc din Senegal în finală.
CSS a câștigat Cupa Confederației CAF din 2007. O victorie în prima manșă cu 4-2 în Sudan împotriva lui Al Merreikh, precedat de victoria de 1-0 din manșa retur, cu CSS ridicând trofeul în fața propriilor fani de la Stade Taïeb Mhiri. În noiembrie 2008, CSS s-a confruntat cu rivalii locali Etoile du Sahel (ESS) în finala Cupei Confederației CAF. CSS a devenit cel mai de succes club din istoria recentă a turneului, când o remiză de 0-0 în Sfax a fost urmată de o remiză de 2-2 la Sousse, trimițând înapoi cupa la Sfax pentru al doilea an consecutiv.
În 2013, CSS a câștigat Cupa Confederației CAF pentru a treia oară în istoria lor, înfruntându-i pe TP Mazembe în finală cu 2-0 la Rades, apoi a pierudt în deplasare cu 2-1 la Lubumbashi, cu un gol târziu al lui Fakhreddine Ben Youssef.

## Palmares

### Competiții interne
- Liga Profesionistă 1 din Tunisia

Campioană (8): 1968–69, 1970–71, 1977–78, 1980–81, 1982–83, 1994–95, 2004–05, 2012–13
- Cupa Tunisiei

Campioană (5): 1970–71, 1994–95, 2003–04, 2008–09, 2018-19
- Cupa Ligii a Tunisiei

Campioană : 2003

### CompetițiiCAF
- Cupa Confederației CAF

Campioană (3): 2007, 2008, 2013
Finalistă (1) : 2010 
- Cupa CAF

Campioană : 1998

### Competiții regionale
- Cupa Campionilor al Cluburilor Arabe

Campioană (2): 2000, 2004
Finalistă (1) : 2005 
- Cupa Cupelor din Africia de Nord

Campioană (1): 2009
- Turneul Internațional Abha

Campioană (1): 1999

## Manageri
| Naționalitate | Nume               | Perioada  |
| ------------- | ------------------ | --------- |
| Tunisia       | Taoufik Ben Slama  | 1947–1948 |
| Franța        | Xavier Scotto      | 1948–1949 |
| Franța        | Marc Orsoni        | 1949–1950 |
| Franța        | René Ehms          | 1950–1951 |
| Franța        | Noël Gallo         | 1953–1954 |
| Tunisia       | Habib Marzouk      | 1953–1955 |
| Tunisia       | Mohamed Najjar     | 1955–1957 |
| Tunisia       | Habib Fendri       | 1957–1958 |
| Tunisia       | Mongi Keskes       | 1958–1959 |
| Algeria       | Mokhtar Arribi     | 1959–1961 |
| Iugoslavia    | Milan Kristić      | 1961–1966 |
| Iugoslavia    | Branislav Acimović | 1966–1968 |
| Iugoslavia    | Gregors Georgevic  | 1971–1972 |
| Iugoslavia    | Jivko Popadic      | 1972–1973 |
| Tunisia       | Ammar Nahali       | 1973–1974 |
| Iugoslavia    | Radojica Radojičić | 1974–1975 |
| Tunisia       | Habib Jerbi        | 1975–1976 |
| Iugoslavia    | Milor Popov        | 1976–1978 |
| Iugoslavia    | Radojica Radojičić | 1978–1979 |
| Tunisia       | Mongi Dalhoum      | 1979–1980 |

| Naționalitate                 | Nume                                              | Perioada  |
| ----------------------------- | ------------------------------------------------- | --------- |
| Germania                      | Michael Pfeiffer                                  | 1980–1981 |
| Germania                      | Peter Mucha Manfred Steves                        | 1981–1982 |
| Iugoslavia                    | Milor Popov                                       | 1982–1984 |
| Iugoslavia                    | Jean-Pierre Knayer                                | 1984–1985 |
| Tunisia                       | Ahmed Ouannes                                     | 1985–1986 |
| Franța · Polonia              | Hervé Revelli Ryszard Kulesza                     | 1986–1987 |
| Tunisia                       | Mokhtar Tlili                                     | 1987–1988 |
| Iugoslavia                    | Gregors Georgevic                                 | 1988–1989 |
| Bulgaria                      | Stefan Aladzhov                                   | 1989–1990 |
| Tunisia                       | Mongi Dalhoum                                     | 1990–1992 |
| Tunisia                       | Amor Dhib                                         | 1992–1993 |
| Brazilia                      | José Paolo Rubim                                  | 1993–1995 |
| Brazilia · Germania           | David Ferreiran Werner Olke                       | 1995–1996 |
| Brazilia · Tunisia · Germania | José Paolo Rubim Faouzi Benzarti Eckhard Krautzun | 1996–1997 |
| Ucraina                       | Yuri Sebastienko                                  | 1997–1998 |
| Germania                      | Eckhard Krautzun                                  | 1998–1999 |

| Naționalitate      | Nume                                   | Perioada  |
| ------------------ | -------------------------------------- | --------- |
| Brazilia · Tunisia | José Dutra dos Santos Khaled Ben Yahia | 1999–2000 |
| Serbia             | Miodrag Ješić                          | 2000–2001 |
| Tunisia            | Riadh Charfi                           | 2001      |
| Serbia             | Silvester Takač                        | 2001–2002 |
| Franța             | Manuel Amoros                          | 2002      |
| Germania           | Otto Pfister                           | 2002–2003 |
| Tunisia            | Mrad Mahjoub                           | 2003–2004 |
| Elveția            | Michel Decastel                        | 2004–2006 |
| Tunisia            | Mrad Mahjoub                           | 2006–2007 |
| Elveția · Tunisia  | Michel Decastel Khaled Ben Yahia       | 2007–2008 |
| Tunisia            | Ghazi Ghrairi                          | 2008–2009 |
| Algeria            | Azzedine Ait Djoudi                    | 2009–2010 |
| Croația            | Luka Peruzović                         | 2009–2010 |
| Franța             | Pierre Lechantre                       | 2010      |
| Tunisia            | Nabil Kouki                            | 2010–2011 |
| Germania           | Reinhard Stumpf                        | 2011–2012 |
| Tunisia            | Nabil Kouki                            | 2012      |
| Țările de Jos      | Ruud Krol                              | 2012–2013 |

| Naționalitate | Nume                        | Perioada  |
| ------------- | --------------------------- | --------- |
| Tunisia       | Hamadi Dhaou                | 2013–2014 |
| Franța        | Philippe Troussier          | 2014      |
| Tunisia       | Ghazi Ghrairi               | 2014–2015 |
| Portugalia    | Paulo Duarte                | 2015      |
| Tunisia       | Chiheb Ellili               | 2015–2016 |
| Argentina     | Néstor Clausen              | 2016–2017 |
| Portugalia    | Jorge Costa                 | 2017      |
| Portugalia    | José Mota                   | 2017      |
| Tunisia       | Lassaad Dridi               | 2017–2018 |
| Tunisia       | Ghazi Ghrairi               | 2018      |
| Țările de Jos | Ruud Krol                   | 2018–2019 |
| Tunisia       | Fathi Al-Jabal\|Fethi Jebel | 2019      |
| Muntenegru    | Nebojša Jovović             | 2019–     |

## Legături externe
- Official site